# Gironés
Gironés o Geronés (oficialmente en catalán, Gironès) es una comarca española, situada en la provincia de Gerona (Cataluña). Se encuentra a medio camino entre el mar y la montaña que limita con las comarcas de La Selva, el Bajo Ampurdán, el Alto Ampurdán, el Pla de l'Estany y La Garrocha. Hasta 1988 incluía también los municipios que ahora forman la comarca Pla de l'Estany, creada por referéndum.

## Geografía

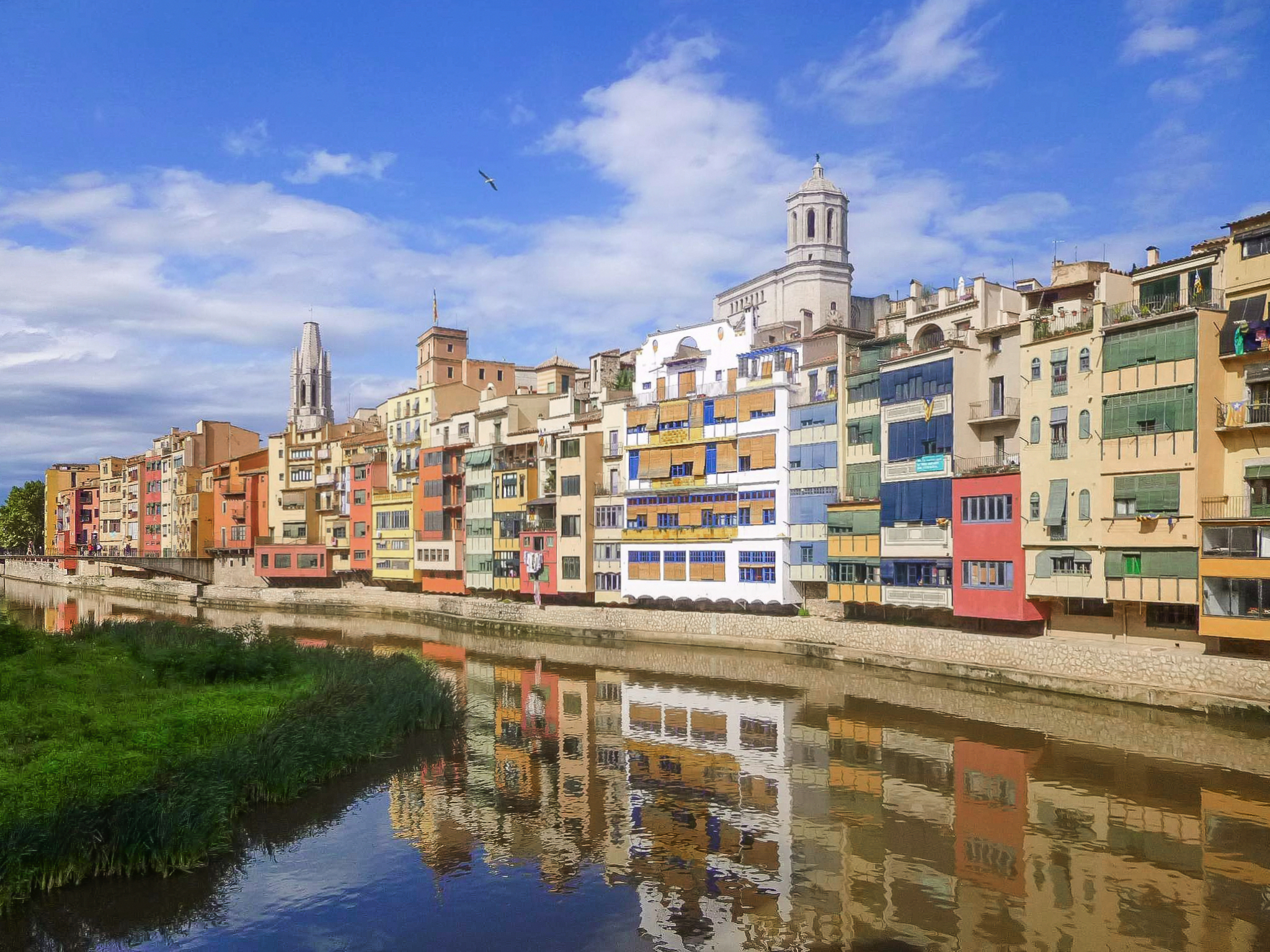
Casas del río Oñar en Gerona.

Se sitúa en el extremo septentrional del largo corredor de la depresión prelitoral. Se encuentra encajado entre Las Gavarras, Las Guillerías, la sierra de Rocacorba y los terraprims ampurdaneses. Tiene aspecto de lugar de paso, como un territorio estrangulado entre dos sistemas montañosos, por donde solo hay un camino para atravesarlo. Y así es, ya que el río Ter se ha abierto paso antes de que todo el mundo, y gracias al trabajo más que milenario de las aguas ahora tenemos existe el valle entre la depresión prelitoral y la llanura del Ampurdán. El paso estrecho se sitúa al norte de la ciudad de Gerona, entre Sarriá de Ter y Celrá.
Gerona se ha convertido en la puerta de paso y en el centro dinamizador, histórico y actual de la comarca y de mucho más allá. En Gerona convergen numerosas carreteras comarcales y locales, y por ella pasan el ferrocarril, la carretera N-II y la autopista AP-7 que unen Barcelona con Francia. Gerona ya no es solo un lugar de paso, sino un lugar de parada y fonda para toda una región, desde el Ampurdán hasta La Garrocha. Los valles del Ter y de su afluente el Oñar son los corredores sobre los que se ha establecido esta red de comunicaciones.
Como se ha dicho, en el Gironés convergen diferentes unidades de relieve. Al este están Las Gavarras, conjunto montañoso de escasa altitud, pero compacto, lo que refuerza la separación física entre el Gironés y el Bajo Ampurdán. Se tiene una bella panorámica de ambas comarcas desde el santuario de los Ángeles (485 m), en la sierra de Valle-lloreda. En el extremo sur, separado de Las Gavarras por los valles del arroyo de Ridaura de Gotarra, está el monte de las Sillas (519 m), cerca del punto de contacto del Gironés con el Bajo Ampurdán y La Selva. El Gironés se queda a poca distancia del mar.
Al oeste se producto el contacto de la cordillera Prelitoral con la cordillera Transversal. Los relieves de la cordillera Prelitoral van más allá del curso del río Ter, el cual presenta algunos desfiladeros, hasta entrar en la llanura de Gerona. Tanto en las montañas de la cordillera Litoral como las de la cordillera Prelitoral predominan las pizarras con otras rocas muy antiguas y granitos. En el límite con la llanura de La Selva hay un sector con rocas volcánicas, que continúan con la closa de San Damián, un cráter circular de casi un kilómetro de diámetro, ya en la comarca de La Selva.

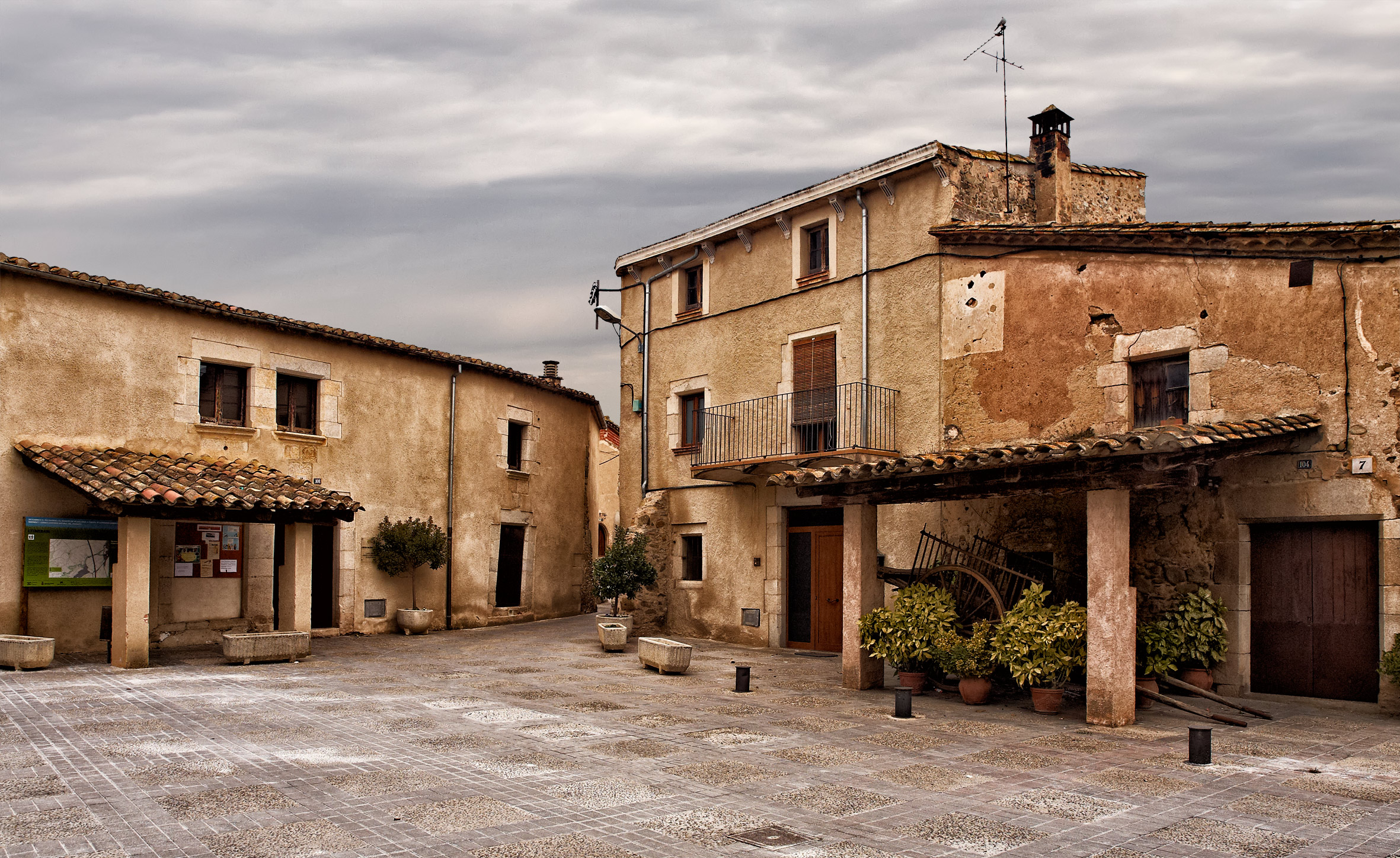
Plaza de Vilablareix.

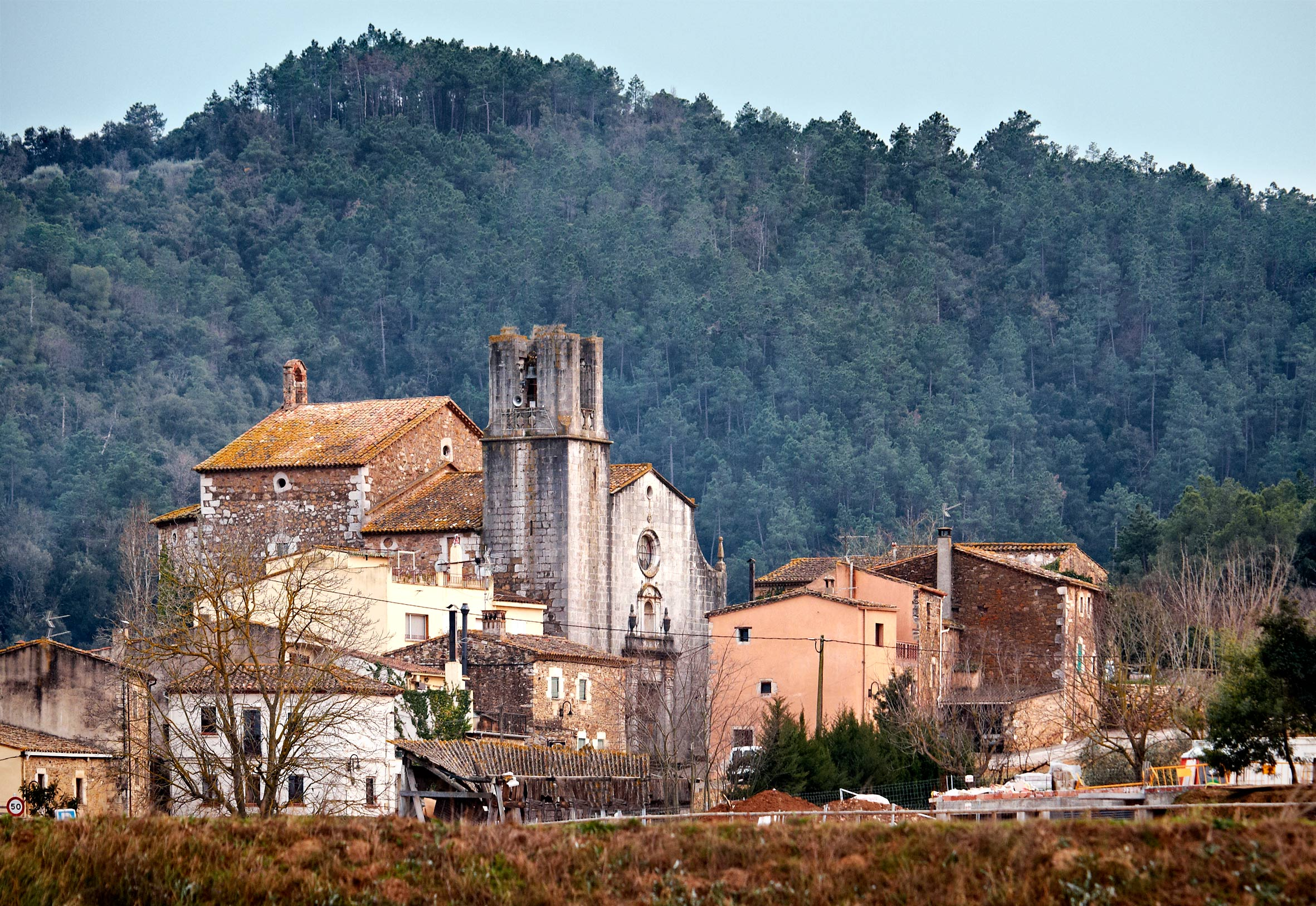
Vista de Juyá.

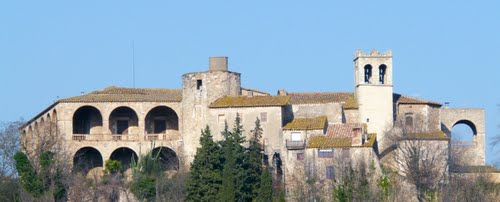
Castillo de Mediñá.

El extremo occidental de la cordillera Transversal se encuentra conformado por areniscas y margas, dominantemente rocas calcáreas. En medio de estos materiales hay afloramientos volcánicos de basalto. Destaca la sierra de Rocacorba (990 m), gran mirador de la zona de Gerona.
Al sur se encuentra la llanura de Gerona, la terminación de la depresión de La Selva. En ella se encuentra el río Oñar, que desemboca en el Ter tras atravesar la ciudad de Gerona. La llanura permanece cerrada por las sierras mencionadas anteriormente. Solo se abre un poco hacia Llagostera, en dirección al valle de Aro.
En el noreste, el Gironés forma una llanura que es parte de la amplia llanura litoral del Bajo Ter y que termina en una llanura litoral.

### Clima
El clima del Gironés es mediterráneo húmedo. Las Gavarras son como una muralla que dificulta la entrada de aire húmedo y templado que proviene del mar hacia el interior. Por ello, el clima de la llanura de Gerona es de tipo mediterráneo, más bien de montaña, con inviernos un poco fríos. Los sectores abiertos a la llanura del Ampurdán en el valle de Aro tienen un clima mediterráneo con influencia claramente marítima.
La estación más húmeda es el otoño debido a la frecuencia del viento de levante, que provoca lluvias intensas y duraderas. La estación menos lluviosa es normalmente el invierno y, en el extremo sur, el verano. Las lluvias son muy irregulares, con años muy lluviosos y otro con menos de 500 mm. Lo peor es que a menudo son precipitaciones torrenciales y provocan graves inundaciones.
Las temperaturas medias anuales son de entre 14 °C y 15 °C, las de enero de entre 6 °C y 8 °C y las de julio de entre 21 °C y 24 °C. En el fondo de llanura de Gerona los inviernos son fríos y se forman nieblas durante muchos días del otoño y la primavera.

## Economía
El Gironés es una comarca rica en agricultura gracias a la existencia de llanuras que han podido ser regadas por las aguas derivadas del Ter. De regadío se cultivan sobre todo forrajes, maíz y árboles frutales. Los forrajes (alfalfa, maíz forrajero, sorgo, jefes, raigrás) son destinados al ganado vacuno. De árboles frutales hay manzanos, de donde se obtiene la denominada "Manzana de Gerona", perales y melocotoneros. De secano dominan los cereales para grano (trigo, cebada y avena), y la vid, aunque esta última en retroceso, así como el olivo. En ganadería destacan el ganado porcino y el vacuno.
Pero el sector económico que ha revitalizado la comarca es la industria. El ramo más característico es el alimentario, con mataderos y fábricas de embutidos. También destacan el textil (fibras artificiales), el de la construcción, del papel, de la madera, de la química, de la metalurgia y de las artes gráficas. El área industrial principal es Gerona y municipios cercanos (Salt, Sarriá de Ter, San Gregorio o San Julián de Ramis). A Celrá se estableció un polígono industrial que aún está en período de expansión.
Cassá de la Selva y Llagostera tuvieron una industria tapera muy importante, que se mantiene solo en parte. En su lugar hay industrias alimentarias, textiles, de la piel y de la madera.
Los servicios ocupan cada vez más mano de obra, en especial en Gerona, que se ha convertido en un centro administrativo y de servicios importante. El turismo tuvo escasa influencia directa en el desarrollo económico de la comarca, en especial si se compara con las comarcas costeras, pero desde hace unos años ha empezado a tener importancia.

## Municipios
| Municipio                                 | Población (2007) | Municipio                                     | Población (2007) |
| ----------------------------------------- | ---------------- | --------------------------------------------- | ---------------- |
| Aiguaviva                                 | 614              | Bescanó                                       | 4121             |
| Bordils                                   | 1625             | Campllonch (Campllong)                        | 400              |
| Canet de Adri (Canet d’Adri)              | 599              | Cassá de la Selva (Cassà de la Selva)         | 8994             |
| Celrá (Celrà)                             | 3947             | Cerviá de Ter (Cervià de Ter)                 | 850              |
| Flassá (Flaçà)                            | 1018             | Fornells de la Selva                          | 1971             |
| Gerona (Girona)                           | 92 186           | Juyá (Juià)                                   | 297              |
| Llagostera                                | 7314             | Llambillas (Llambilles)                       | 641              |
| Madremaña (Madremanya)                    | 219              | Mediñá (Medinyà)                              | 852              |
| Quart                                     | 2618             | Salt                                          | 27 673           |
| San Andrés Salou (Sant Andreu Salou)      | 161              | San Gregorio (Sant Gregori)                   | 3006             |
| San Juan de Mollet (Sant Joan de Mollet)  | 513              | San Jordi Desvalls (Sant Jordi Desvalls)      | 622              |
| San Julián de Ramis (Sant Julià de Ramis) | 2866             | San Martín de Liémana (Sant Martí de Llémena) | 527              |
| San Martivell (Sant Martí Vell)           | 232              | Sarriá de Ter (Sarrià de Ter)                 | 4144             |
| Vilablareix                               | 2266             | Viladasens                                    | 200              |